# Frauenstein (Germania)
Frauenstein è una città di 2 714 abitanti abitanti della Sassonia, in Germania.
Appartiene al circondario (Landkreis) della Sassonia centrale (targa FG).